# Derbi sevillano

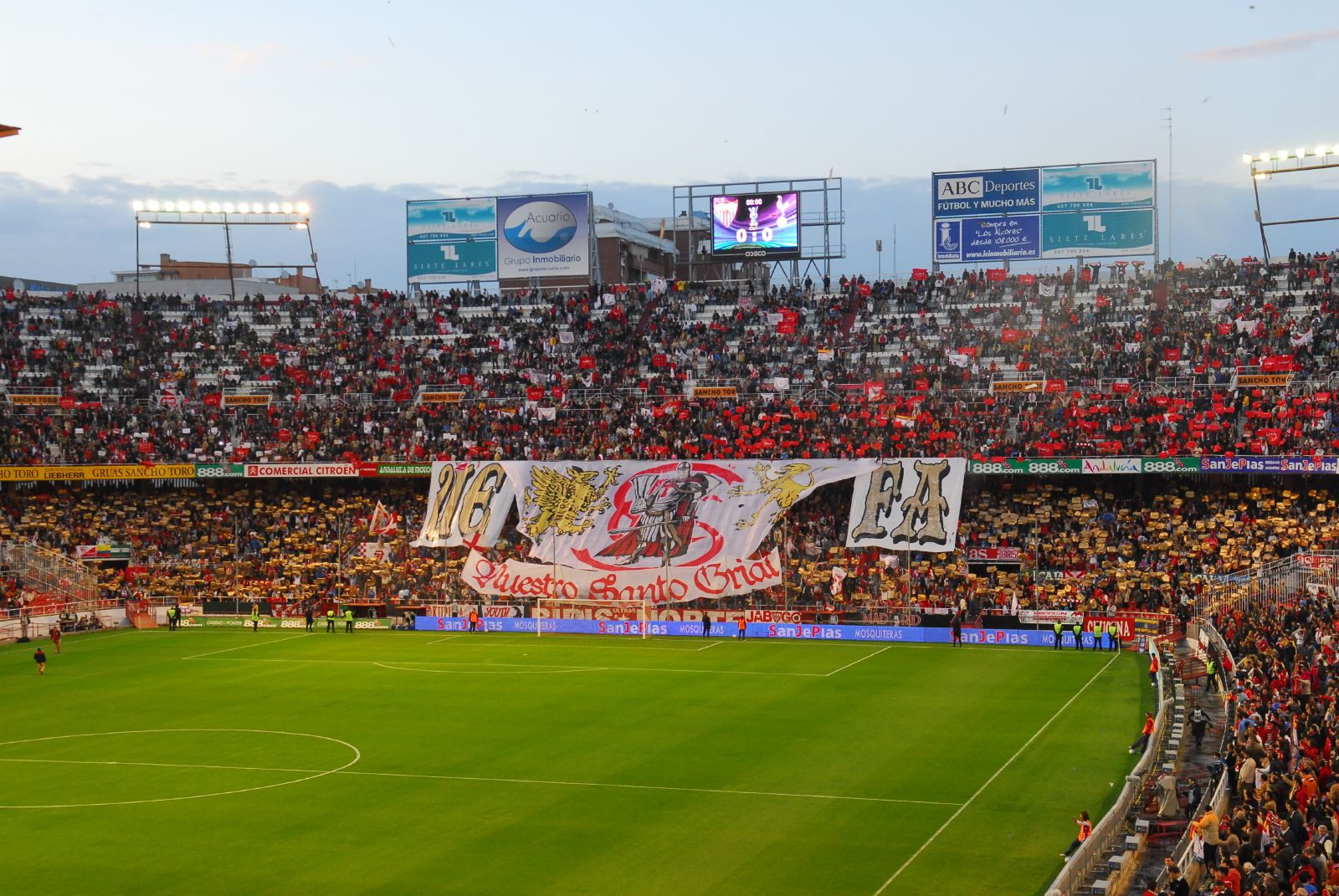
Fans des FC Sevilla

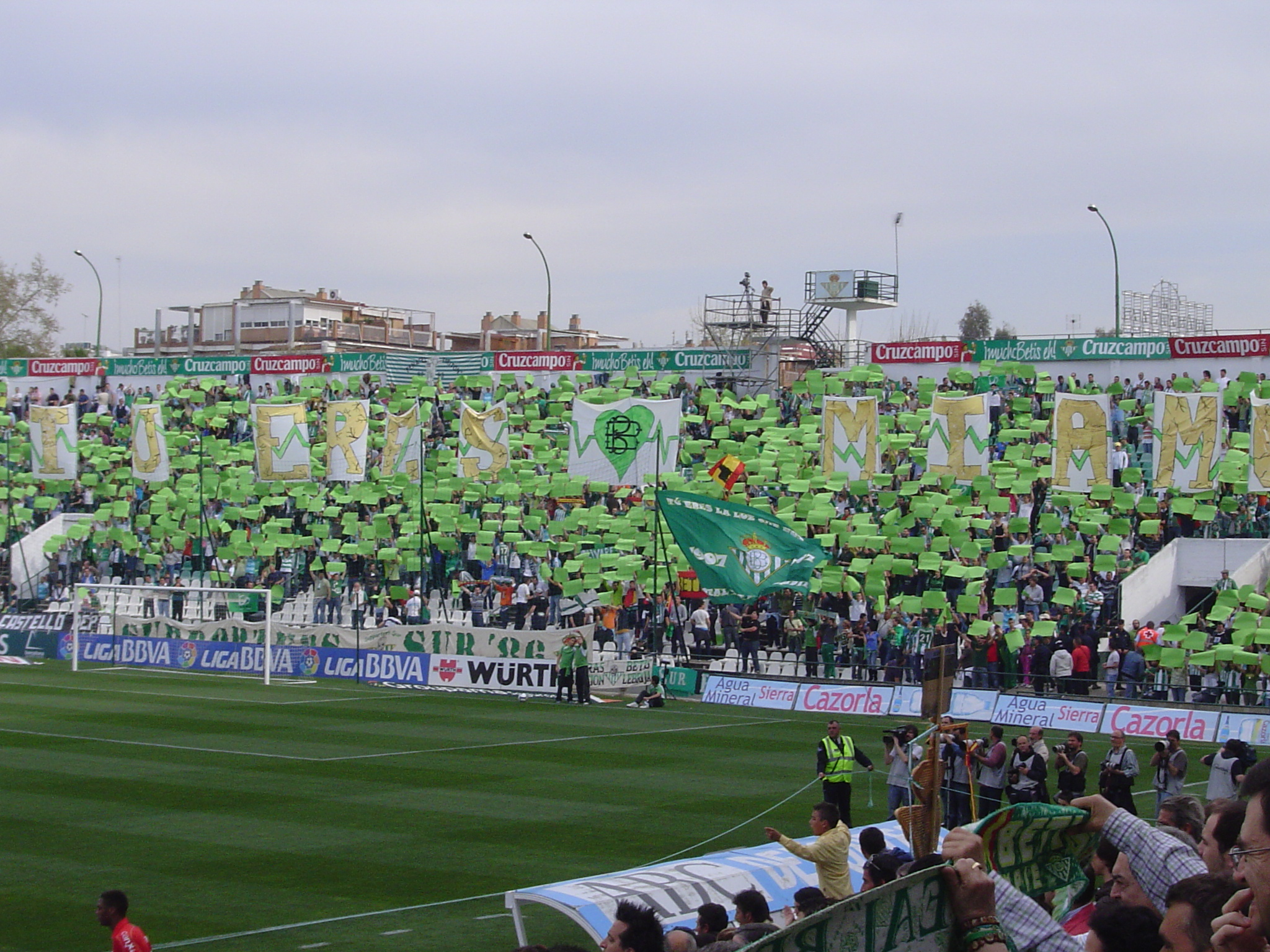
Fankurve von Betis

Derbi sevillano ist die Bezeichnung für das Derby in der andalusischen Hauptstadt Sevilla zwischen dem Sevilla FC (SFC) und Real Betis Balompié (RBB).
Die Heimat von Betis befindet sich in dem südlich des Stadtzentrums gelegenen Viertel Heliópolis, das traditionell vorwiegend von Arbeitern bewohnt wurde. Auch Betis gilt seit jeher als traditioneller Repräsentant der Arbeiterschaft und der sogenannten einfachen Leute, wohingegen der im Geschäftsviertel Nervión im Osten der Stadt beheimatete FC Sevilla als traditioneller Repräsentant des Bürgertums und der Oberschicht gilt. Die Fans und Spieler von Betis nennt man „béticos“, diejenigen des FC Sevilla „sevillistas“. Die Einwohner Sevillas hingegen werden als „sevillanos“ bezeichnet.

## Alle Begegnungen in der Primera División
Die folgende Tabelle listet alle Spiele der beiden Kontrahenten in der Primera División auf.
| Saison  | SFC vs RBB | RBB vs SFC |
| ------- | ---------- | ---------- |
| 1934/35 | 0:3        | 2:2        |
| 1935/36 | 1:0        | 1:0        |
| 1939/40 | 4:3        | 3:2        |
| 1942/43 | 5:0        | 2:5        |
| 1958/59 | 2:4        | 2:0        |
| 1959/60 | 2:1        | 1:4        |
| 1960/61 | 1:1        | 0:0        |
| 1961/62 | 1:2        | 3:1        |
| 1962/63 | 2:0        | 2:1        |
| 1963/64 | 3:1        | 3:1        |
| 1964/65 | 4:2        | 2:0        |
| 1965/66 | 1:1        | 1:2        |
| 1967/68 | 2:3        | 0:0        |
| 1971/72 | 3:1        | 1:1        |
| 1975/76 | 2:0        | 1:0        |
| 1976/77 | 3:2        | 0:1        |
| 1977/78 | 1:0        | 3:2        |
| 1979/80 | 2:1        | 4:0        |
| 1980/81 | 2:1        | 2:0        |
| 1981/82 | 1:1        | 2:0        |
| 1982/83 | 2:0        | 1:2        |
| 1983/84 | 2:1        | 1:0        |
| 1984/85 | 1:0        | 1:2        |
| 1985/86 | 1:0        | 1:0        |

| Saison  | SFC vs RBB | RBB vs SFC |
| ------- | ---------- | ---------- |
| 1986/87 | 1:2        | 0:0        |
| 1987/88 | 1:2        | 0:1        |
| 1988/89 | 1:0        | 1:3        |
| 1990/91 | 3:2        | 0:3        |
| 1994/95 | 0:1        | 2:1        |
| 1995/96 | 1:0        | 1:1        |
| 1996/97 | 0:3        | 3:3        |
| 1999/00 | 3:0        | 1:1        |
| 2001/02 | 0:0        | 0:0        |
| 2002/03 | 1:1        | 0:1        |
| 2003/04 | 2:2        | 1:1        |
| 2004/05 | 2:1        | 1:0        |
| 2005/06 | 1:0        | 2:1        |
| 2006/07 | 3:2        | 0:0        |
| 2007/08 | 3:0        | 0:2        |
| 2008/09 | 1:2        | 0:0        |
| 2011/12 | 1:2        | 1:1        |
| 2012/13 | 5:1        | 3:3        |
| 2013/14 | 4:0        | 0:2        |
| 2015/16 | 2:0        | 0:0        |
| 2016/17 | 1:0        | 1:2        |
| 2017/18 | 3:5        | 2:2        |
| 2018/19 | 3:2        | 1:0        |
| 2019/20 | 2:0        | 1:2        |

### Derbystatistik in der Primera División
| Spiele | Siege Sevilla | Remis | Siege Betis | Torverhältnis SFC: RBB |
| ------ | ------------- | ----- | ----------- | ---------------------- |
| 96     | 45            | 22    | 29          | 148 : 116              |

### Heimbilanz des FC Sevilla
| Spiele | Siege | Remis | Niederl. | Torverhältnis SFC: RBB |
| ------ | ----- | ----- | -------- | ---------------------- |
| 48     | 31    | 6     | 11       | 92 : 56                |

### Heimbilanz von Betis
| Spiele | Siege | Remis | Niederl. | Torverhältnis RBB: SFC |
| ------ | ----- | ----- | -------- | ---------------------- |
| 48     | 18    | 16    | 14       | 60 : 56                |

### Besonderheiten
Die höchsten Derbysiege in der ersten Liga waren ein 5:0 für Sevilla (1942/43) sowie ein 4:0 für Betis (1979/80), die jeweils bei Heimrecht erzielt wurden. Die höchsten Auswärtssiege waren ein 5:2 (1942/43), ein 4:1 (1959/60) und ein 3:0 (1990/91) zu Gunsten von Sevilla sowie zweimal ein 3:0 für Betis in den Spielzeiten 1934/35 und 1996/97.
In zehn der gemeinsamen 48 Spielzeiten in der Primera División gewannen die „sevillistas“ beide Derbys, in drei Spielzeiten gelang den „béticos“ ein Doppelsieg und in drei Spielzeiten endeten beide Derbys remis, wobei 2001/02 die einzige Saison war, in der keine Tore fielen.

## Europapokal
In der Saison 2013/14 der Europa League kam es erstmals in einem europäischen Wettbewerb zu einem Derbi sevillano. Obwohl der FC Sevilla zu jenem Zeitpunkt in der oberen Tabellenhälfte der spanischen Liga rangierte und Betis den letzten Platz einnahm, verloren die sevillistas das Achtelfinalhinspiel im eigenen Stadion trotz Feldüberlegenheit mit 0:2, konnten den Rückstand aber im Rückspiel ausgleichen und setzten sich am Ende mit 4:3 im Elfmeterschießen durch.